# 県立美術館前駅

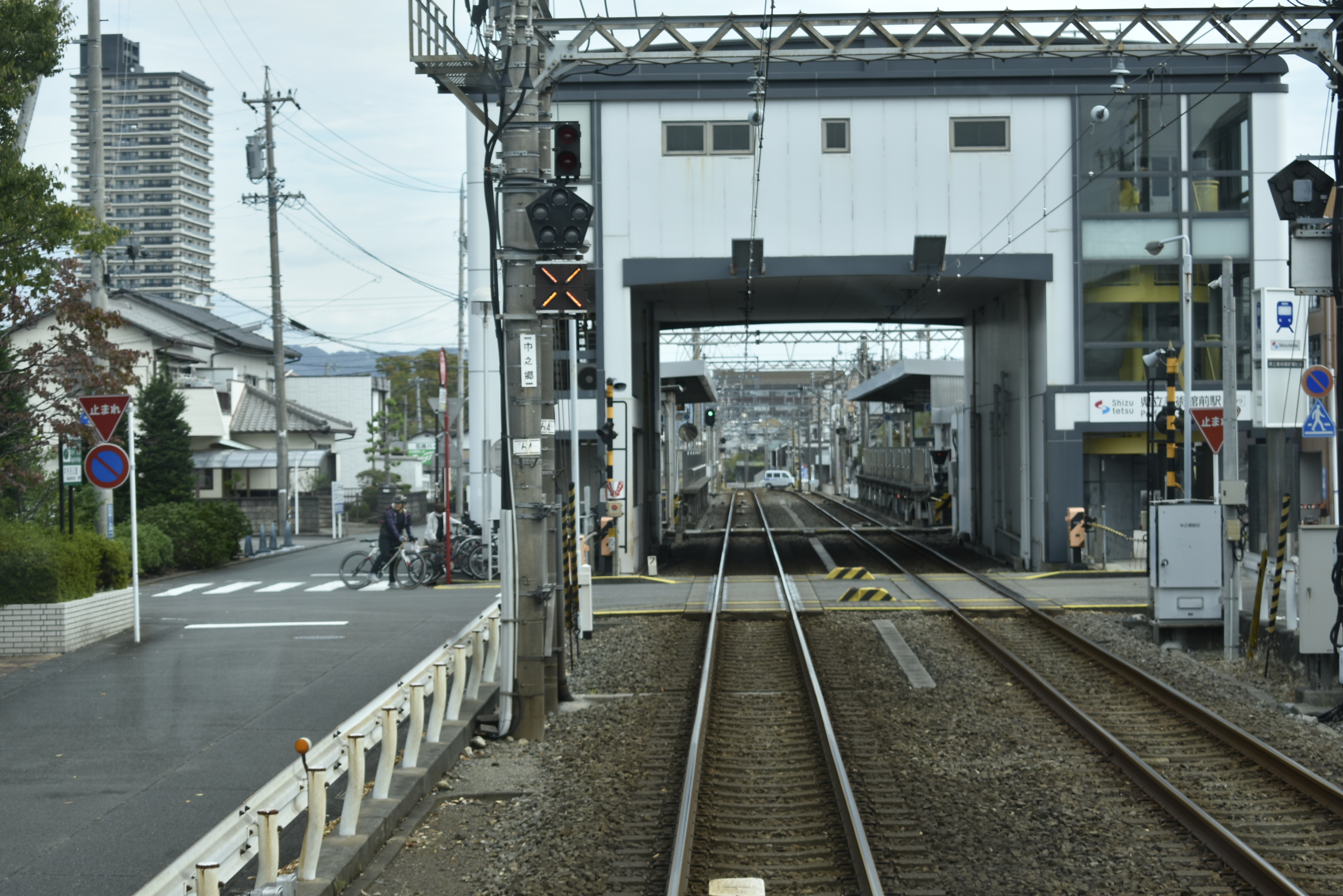
下り線から駅を見る（2020年10月）

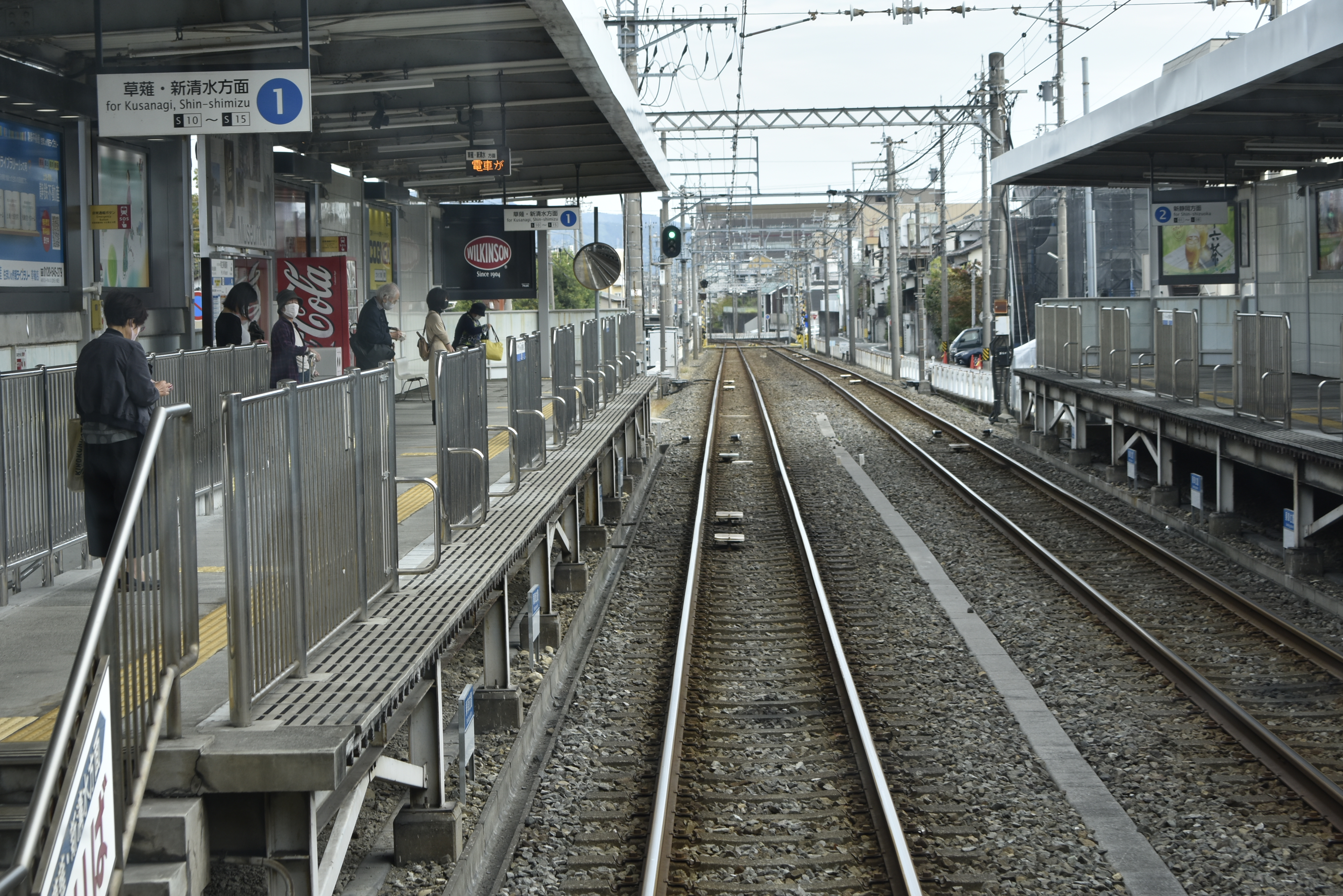
下り線から入線（2020年10月）

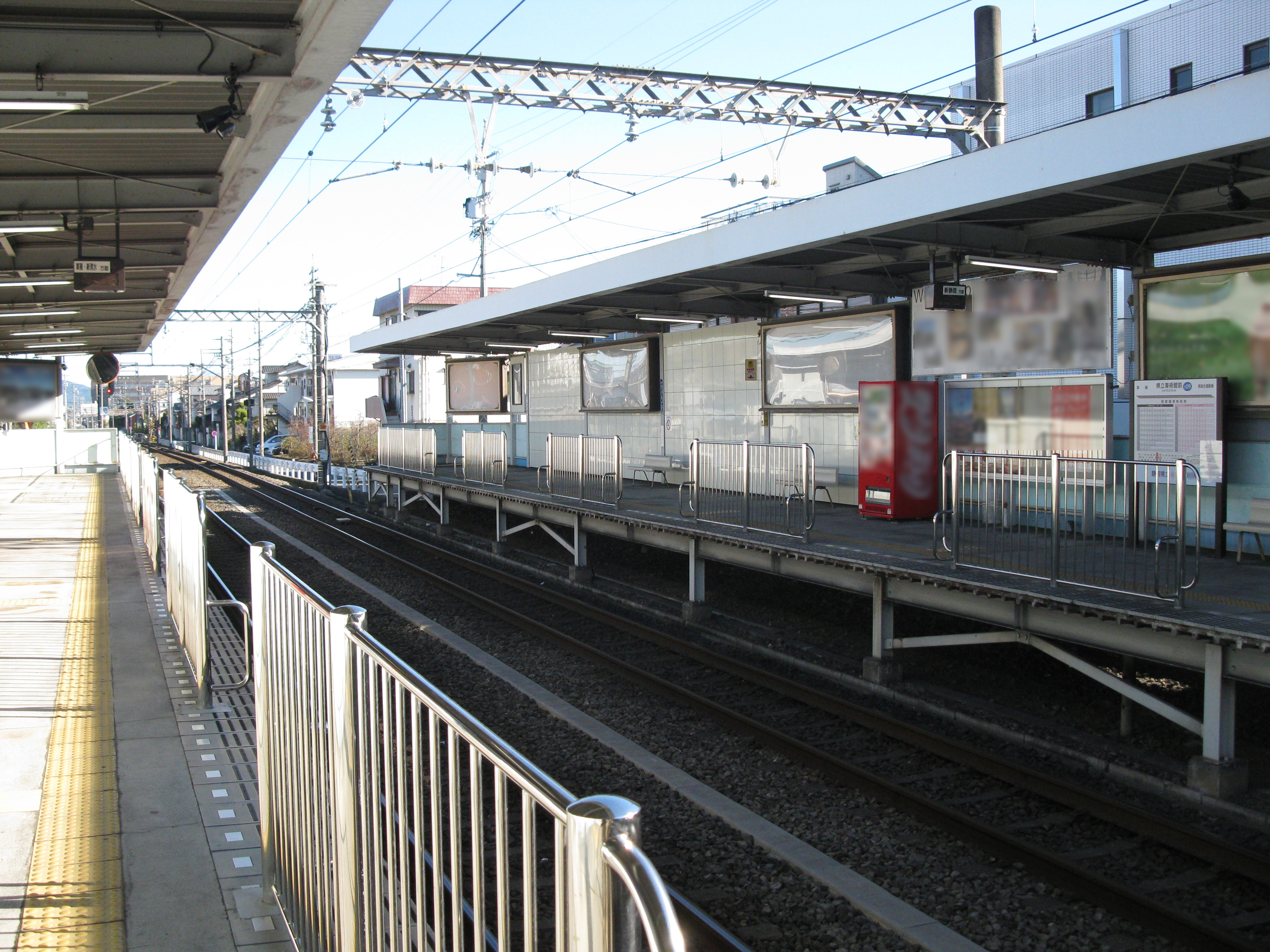
ホーム（2010年12月）

県立美術館前駅（けんりつびじゅつかんまええき）は、静岡県静岡市清水区中之郷二丁目にある静岡鉄道静岡清水線の駅である。駅番号はS09。

## 歴史
静岡清水線で最も新しい駅である。

### 年表
- 1986年（昭和61年）3月25日：開業[1]。
- 2011年（平成23年）10月1日：駅名標・電車内掲出路線案内の英文表記を"Pref. Art Museum"に変更。

## 駅構造
相対式ホーム2面2線を有する。新静岡側の線路を跨ぐ形で駅ビルが建っている。県立美術館の最寄り駅という事で、ホーム上にはロダンの「考える人」など彫刻像のミニチュアレプリカが飾られている。
便所は改札内、下りホーム踏切脇にある男女共用の水洗式。

### のりば
| 乗り場 | 路線        | 方向 | 行先             |
| ------ | ----------- | ---- | ---------------- |
| 1      | ●静岡清水線 | 下り | 草薙・新清水方面 |
| 2      | ●静岡清水線 | 上り | 新静岡方面       |

## 利用状況
「静岡市統計書」によれば、2019年度の一日平均乗車人員は963人、降車人員は976人であった。この乗降人員数は静岡清水線全15駅中11番目である。なお、同統計によれば、近年の乗降人員は以下の通りである。急行、通勤急行共に通過し、普通のみ停車する。
| 年度               | 1日平均乗降人員 | 1日平均乗降人員 | 1日平均乗降人員 |
| 年度               | 乗車人員        | 降車人員        | 合計            |
| ------------------ | --------------- | --------------- | --------------- |
| 2002年（平成14年） | 851             | 943             | 1,784           |
| 2003年（平成15年） | 871             | 957             | 1,828           |
| 2004年（平成16年） | 832             | 924             | 1,756           |
| 2005年（平成17年） | 976             | 933             | 1,909           |
| 2006年（平成18年） | 846             | 947             | 1,793           |
| 2007年（平成19年） | 836             | 945             | 1,781           |
| 2008年（平成20年） | 988             | 947             | 1,935           |
| 2009年（平成21年） | 880             | 851             | 1,731           |
| 2010年（平成22年） | 841             | 925             | 1,766           |
| 2011年（平成23年） | 831             | 915             | 1,746           |
| 2012年（平成24年） | 875             | 930             | 1,805           |
| 2013年（平成25年） | 867             | 859             | 1,726           |
| 2014年（平成26年） | 916             | 913             | 1,829           |
| 2015年（平成27年） | 930             | 927             | 1,857           |
| 2016年（平成28年） | 914             | 910             | 1,824           |
| 2017年（平成29年） | 914             | 926             | 1,840           |
| 2018年（平成30年） | 947             | 965             | 1,912           |
| 2019年（令和元年） | 963             | 976             | 1,939           |

## 駅周辺
当駅のすぐ西側は駿河区となる。
- 静岡県立美術館
- 静岡県立大学
- 静岡県立中央図書館
- 南幹線
- やぶきた種原樹

### バス路線[3]
駅から坂道を少し下りた所にしずてつジャストラインの「静鉄美術館駅前」停留所があり、下記の路線が発着する。
- 草薙美術館線
  - 草薙駅南口 行
  - 県立美術館 行

## その他
- 県立美術館へは、当駅から坂道を登り続けないといけない。
- パサールカードには、「美術」と印字される。

## 隣の駅
静岡鉄道
S 静岡清水線
■急行・■通勤急行
通過
■普通
県総合運動場駅 (S08) - 県立美術館前駅 (S09) - 草薙駅 (S10)